# 大足佛耳巖摩崖造像
大足佛耳巖摩崖造像位於重慶市大足縣北山佛耳巖。1961年3月4日作為北山摩崖造像的附屬項目列為第一批全國重點文物保護單位。2000年9月7日列為第一批重慶市文物保護單位。
第一批全國重點文物保護單位名單的名稱是佛耳峰，第一批重慶市文物保護單位名單的名稱是佛耳崖。